# Baquil
Baquil (en llatí Bacchylus, en grec antic Βακχύλος, excepte Eusebi de Cesarea que escriu Βακχύλλος) va ser bisbe de Corint, cap a la segona meitat del segle ii, durant els regnats de Còmmode i de Septimi Sever.
Va escriure sobre la debatuda qüestió de la Pasqua i el temps adequat per celebrar-la. Jeroni d'Estridó diu que va escriure «de Pascha ex omnium qui in Achaia erant episcoporum persona». Va dirigir un concili, en el que es va discutir sobre la celebració de la Pasqua on hi van assistir divuit bisbes. Fabricius l'inclou a la Bibliotheca Graeca.